# Останні зі Старків
«Останні зі Старків» (англ. The Last of the Starks) — четвертий епізод восьмого сезону фентезійного серіалу від HBO «Гра престолів», і 71-й у всьому серіалі. Сценарій до епізоду написали Девид Беніофф і Ді Бі Вайсс, а режисером став Девід Наттер. Прем'єра епізоду відбулася 5 травня 2019 в США та 6 в Україні.
У цьому епізоді востаннє з'явились Теон Грейджой, Джора Мормонт, Ліанна Мормонт, Берік Дондарріон, Еддісон Толлетт, Квоно і Міссандея.

## Сюжет

### У Вінтерфеллі
Північани спалюють загиблих під час Довгої Ночі на вогнищах. Відтак проходить бенкет, де всі святкують перемогу. Пізніше Данерис легітимізує Джендрі як Баратеона і призначає його лордом Штормової Межі. Джендрі зізнається Арії у любові і пропонує їй вийти за нього заміж, але вона відмовляється. Джеймі, Брієнна, Тиріон і Подрік грають у гру з вином, у результаті котрої Брієнна йде після питання Тиріона про її цноту. Джеймі відвідує Брієнну і вони проводять разом ніч. Між тим, Данерис стає не по собі, так як Джона і Арію хвалять за перемогу над мертвими, що не лишається непоміченим Варісом. Данерис зустрічається з Джоном і просить його не розказувати нікому про його походження, але він говорить, що повинен розказати про це Арії і Сансі.
Данерис хоче штурмувати Королівську Гавань, але Санса не згодна з нею. Вони вирішують, що Джон і сір Давос підуть по Королівському тракту, у ту пору як Данерис відправиться на Драконячий Камінь разом зі своїм флотом, а Джеймі лишиться у Вінтерфеллі. Після цього Арія і Санса говорять Джону, що не довіряють Данерис, і Джон розказує їм про своє походження.
Пізніше з'являється Бронн, готовий убити Джеймі і Тиріона, але він починає переговори, визнавши, що перевага все ще на стороні Данерис, і брати пропонують йому Хайгарден в обмін на їхнє життя. Арія приєднується до Пса на шляху в Королівську Гавань. Санса ділиться з Тиріоном своїми переживаннями щодо походу Джона у Королівську Гавань. Джон прощається з Тормундом, котрий вирішує повернутися в Чорний Замок разом зі Здичавілими, щоб потім піти на Північ, і просить його взяти Привида з собою, так як йому саме там і місце. Він також прощається з Семом і Ліллі, котрі, як виявилося, чекають дитину.
Пізніше Брієнна розповідає Джеймі про події на Драконячому Камені. Цієї ночі Джеймі вирішує таємно відправитися в Королівську Гавань, не дивлячись на прохання Брієнни, щоб він залишився.

### На Драконячому Камені
Коли Данерис, її дракони і її флот наближаються до Драконячого Кменю, їх атакує флот Еурона. Під час атаки убитий Реєгаль, дракон Данерис, а Міссандея взята в полон. Варіс радить Данерис не спалювати Королівську Гавань, а Тиріон переконує її спершу поговорити із Серсі. Пізніше Варіс, котрий дізнався про походження Джона, зізнається Тиріону, що вважає Джона кращим кандидатом на роль правителя, але Тиріон лишається вірним Данерис.

### У Королівській Гавані
Еурон повертається і повідомляє про смерть Реєгаля і взяття в полон Міссандеї. Серсі наказує тримати брами Червоного Замку відкритими з намірами використати жителів міста в якості заручників, щоб запобігти нападу на місто.
Данерис, Тиріон і Сірий Черв прибувають у Королівську Гавань, і обидві королеви-суперниці - Серсі і Данерис вимагають капітуляції, але Серсі погрожує убити Міссандею. Тиріон закликає до людяності Серсі та просить її здатися заради своєї дитини, але Серсі відмовляється і наказує відрубити голову Міссандеї на очах у Данерис і Сірого Черва.